# NWA Hall of Fame
O Hall da Fama da National Wrestling Alliance (NWA) (originalmente conhecido como National Wrestling Alliance (NWA) Hall of Fame) é um salão da fama para lutadores profissionais mantido pela NWA. Foi criado em 2005 para honrar personalidades da luta profissional da história da NWA. Membros recebem medalhas comemorativas com seu nome e o logotipo da NWA. A classe inaugural de de 2005 não possuiu uma cerimônia formal. Como resultado, os introduzidos receberam suas medalhas mais tarde. Uma reunião privada foi conduzida para a classe de 2006. A partir da classe de 2008, uma cerimônia passou a ser realizada. Não houve introduções em 2007. Similar ao Hall da Fama da World Championship Wrestling, a cerimônia de 2008 aconteceu durante um evento de luta. Uma cerimônia nunca aconteceu em 2009, com os introduzidos sendo anunciados apenas no website da NWA.
A classe inaugural, de 2005, foi liderada pela introdução póstuma de Lou Thesz, contando também com a introdução do lutador Harley Race, do comentarista Gordon Solie e dos promotes Jim Cornette, Jim Barnett e Sam Muchnick. A introdução do comentarista Lance Russell liderou a classe de 2006, em 13 de outubro de 2006. A classe também consistiu dos lutadores Dory Funk, Jr., Eddie Graham, Robert Gibson e Ricky Morton (Rock 'n' Roll Express), Leilani Kai e Saul Weingeroff. Em 7 de junho de 2008, a introdução do lutador Tommy Rich liderou a classe de 2008, que contou com os lutadores Joe e Jean Corsica (Corsica Brothers), Dennis Condrey e Bobby Eaton (The Midnight Express), Nikita Koloff, Iron Sheik e Ric Flair. Seis introduções foram póstumas. No total, houve 21 introduções; dois managers, comentaristas e promotores e 15 lutadores.

## Introduções

### Classe de 2005

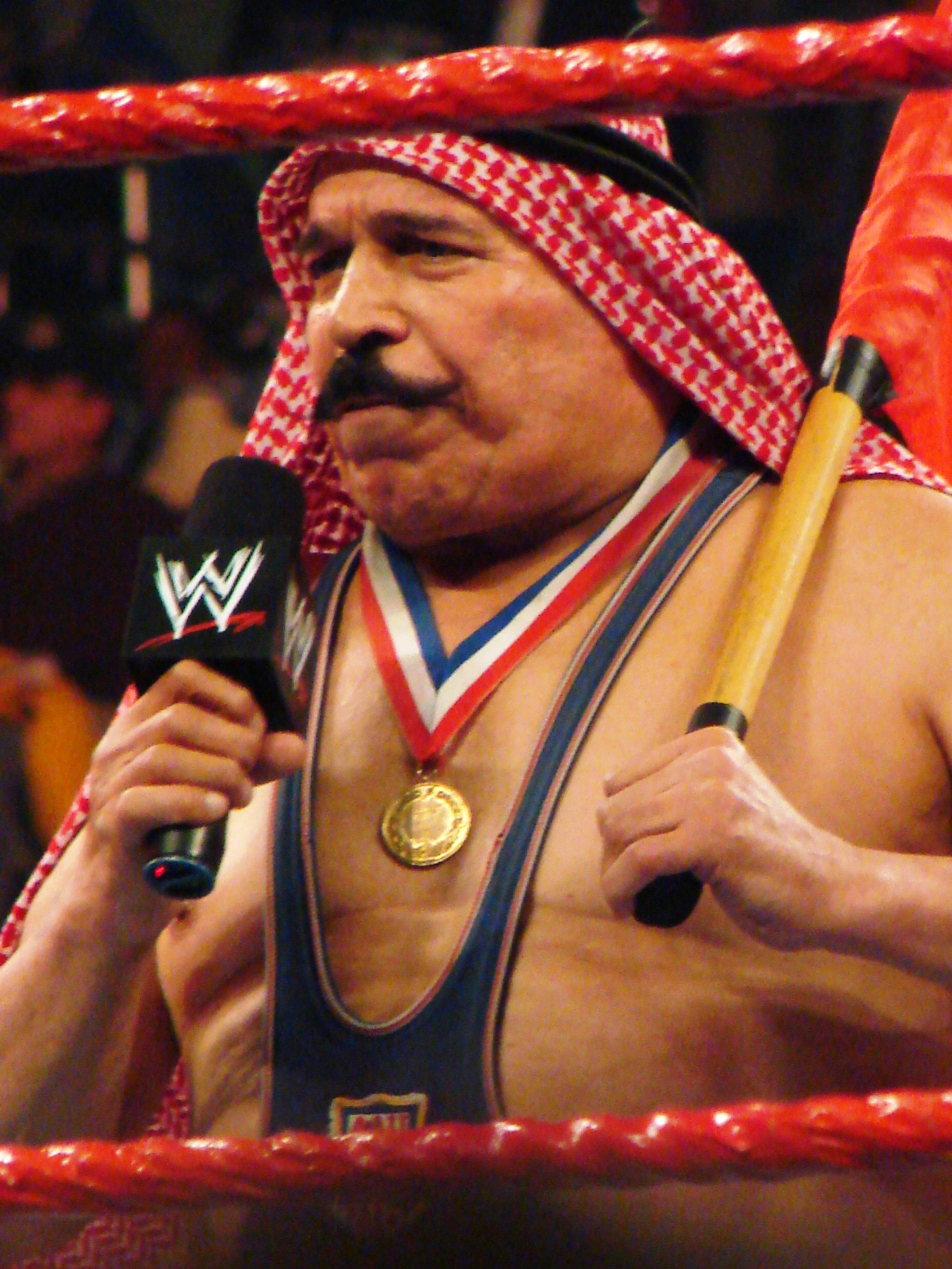
Iron Sheik, introduzido em 2008

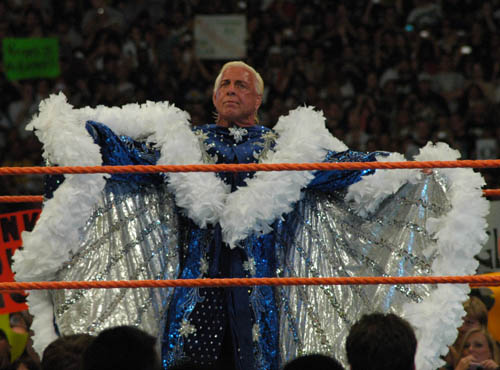
Ric Flair, introduzido em 2008

| # | Ano  | Nome de ringue (Nome real)[a]     | Introduzido como | Notas[b][c] |
| - | ---- | --------------------------------- | ---------------- | --- |
| 1 | 2005 | Lou Thesz (Aloysius Martin Thesz) | Lutador          | Introdução póstuma: Ganhou o NWA World Heavyweight Championship (3 vezs), NWA International Heavyweight Championship (All-Japan Version) (1 vez), NWA Southern Junior Heavyweight Championship (1 vez), |
| 2 | 2005 | Harley Race                       | Lutador          | Ganhou o NWA World Heavyweight Championship. Ganhou o NWA Central States Heavyweight Championship (9 vezes) e NWA Missouri Heavyweight Championship (7 vezes)                                           |
| 3 | 2005 | Sam Muchnick                      | Promotor         | Introdução póstuma: fundou a NWA e dela foi presidente entre 1950-1960 e 1963-1975 |
| 4 | 2005 | Jim Barnett                       | Promotor         | Introdução póstuma: dono da Georgia Championship Wrestling durante a metade do século XX. Também foi promotor de territórios em Detroit, Indianapolis e Austrália.                                      |
| 5 | 2005 | Gordon Solie                      | Comentarista     | Introdução póstuma: comentarista para Championship Wrestling from Florida e World Championship Wrestling.                                                                                               |
| 6 | 2005 | Jim Cornette                      | Manager          | Manager de vários lutadores durante as décadas de 1980 e 1990. |

### Classe de 2006
| #  | Ano  | Nome de ringue (Nome real)[a]        | Introduzido como | Notas[b][c] |
| -- | ---- | ------------------------------------ | ---------------- | --- |
| 7  | 2006 | Lance Russell                        | Comentarista     | Comentarista na Continental Wrestling Association e Memphis Championship Wrestling                                 |
| 8  | 2006 | Dory Funk, Jr.                       | Lutador          | Ganhou o NWA World Heavyweight Championship (1 vez), com o segundo reinado mais longo                              |
| 9  | 2006 | Saul Weingeroff (Solomon Weingeroff) | Manager          | Introdução póstuma: Manager de diversos lutadores durante as décadas de 1960 e 1970                                |
| 10 | 2006 | Eddie Graham                         | Lutador          | Introdução póstuma: ganhou mais de 20 títulos na NWA.                                                              |
| 11 | 2006 | Leilani Kai                          | Lutadora         | Ganhou o NWA World Women's Championship (1 vez)                                                                    |
| 12 | 2006 | Ricky Morton                         | Lutador          | Ganhou o NWA Mid-Atlantic World Tag Team Championship (4 vezes) and the NWA World Tag Team Championship (4 vezes), |
| 13 | 2006 | Robert Gibson (Ruben Cain)           | Lutador          | Ganhou o NWA Mid-Atlantic World Tag Team Championship (4 vezes) and the NWA World Tag Team Championship (4 vezes), |

### Classe de 2008
| #  | Ano  | Nome de ringue (Nome real)[a]   | Introduzido como | Notas[b][c] |
| -- | ---- | ------------------------------- | ---------------- | --- |
| 14 | 2008 | Tommy Rich (Thomas Richardson)  | Lutador          | Ganhou o NWA World Heavyweight Championship (1 vez), NWA Georgia Tag Team Championship (6 vezes), |
| 15 | 2008 | The Iron Sheik (Hossein Vaziri) | Lutador          | Won the NWA Mid-Atlantic Heavyweight Championship (1 vez) e NWA World Television Championship (1 vez), |
| 16 | 2008 | Dennis Condrey                  | Lutador          | Ganhou oNWA Southeastern Tag Team Championship (15 vezes) e NWA Mid-Atlantic World Tag Team Championship (1 vez). |
| 17 | 2008 | Bobby Eaton                     | Lutador          | Ganhou o NWA Mid-Atlantic World Tag Team Championship. |
| 18 | 2008 | Jean Corsica                    | Lutador          | Ganhou o NWA World Tag Team Championship (Mid-America version), NWA Southern Tag Team Championship (Mid-America version) (6 vezes) |
| 19 | 2008 | Joe Corsica                     | Lutador          | Ganhou o NWA World Tag Team Championship (Mid-America version)), NWA Southern Tag Team Championship (Mid-America version) (6 vezes) |
| 20 | 2008 | Nikita Koloff                   | Lutador          | Ganhou o NWA National Heavyweight Championship (1 vez) e NWA United States Heavyweight Championship (1 vez), NWA World Six-Man Tag Team Championship (Mid-Atlantic), NWA World Tag Team Championship (Mid-Atlantic Version), NWA World Television Championship                                                                                            |
| 21 | 2008 | Ric Flair (Richard Fliehr)      | Lutador          | Ganhou o NWA World Heavyweight Championship (10 vezes), NWA Mid-Atlantic Heavyweight Championship (4 vezes), NWA World Tag Team Championship (Mid-Atlantic Version) (3 vezes), NWA United States Heavyweight Championship (Mid-Atlantic/Georgia/WCW Version) (5 vezes), NWA Mid-Atlantic Tag Team Championship, NWA Mid-Atlantic Television Championship. |

### Classe de 2009
| #  | Ano  | Nome de ringue (Nome real)[a] | Introduzido como | Notas[b][c] |
| -- | ---- | ----------------------------- | ---------------- | --- |
| 22 | 2009 | Paul Orndorff                 | Lutador          | Ganhou o NWA World Tag Team Championship e NWA National Heavyweight Championship (3 vezes). |
| 23 | 2009 | Dennis Coralluzzo             | Promotor         | Introdução póstuma: promotor da NWA New Jersey e Presidente da NWA entre 1993-1995. |
| 24 | 2009 | Jerry Jarrett                 | Promotor         | Operou a Mid-Southern Wrestling, Continental Wrestling Association, United States Wrestling Association, World Class Championship Wrestling e Total Nonstop Action Wrestling. Ganhou o NWA World Tag Team Championship (Mid-America version) NWA Southern Tag Team Championship (Mid-America version). |
| 25 | 2009 | Mil Máscaras                  | Lutador          | Ganhou o NWA Americas Heavyweight Championship (5 vezes), NWA Americas Tag Team Championship, NWA Texas Tag Team Championship (2 vezes), NWA American Tag Team Championship. |
| 26 | 2009 | Gene Kiniski                  | Lutador          | Ganhou o NWA World Heavyweight Championship. |
| 27 | 2009 | Tully Blanchard               | Lutador          | Ganhou o NWA Mid-Atlantic World Tag Team Championship, NWA World Television Championship (2 vezes), NWA United States Heavyweight Championship (Mid-Atlantic/Georgia/WCW Version), NWA National Heavyweight Championship.                                                                              |
| 28 | 2009 | Terry Funk                    | Lutador          | Ganhou o NWA World Heavyweight Championship. |

### Classe de 2010
| #  | Ano  | Nome de ringue (Nome real)[a] | Introduzido como | Notas[b][c] |  |
| -- | ---- | ----------------------------- | ---------------- | --- |  |
| 29 | 2010 | Ed Chuman                     | Promotor         | Promotor da NWA Midwest                                                                                             |  |
| 30 | 2010 | Buddy Rogers                  | Lutador          | Introdução póstuma, ganhou o NWA World Heavyweight Championship.                                                    |  |
| 31 | 2010 | Danny Hodge                   | Lutador          | Ganhou o NWA World Junior Heavyweight Championship (8 vezes).                                                       |  |
| 32 | 2010 | Dan Severn                    | Lutador          | Ganhou o NWA World Heavyweight Championship (2 vezes)                                                               |  |
| 33 | 2010 | Shinya Hashimoto              | Lutador          | Ganhou o NWA World Heavyweight Championship, NWA Intercontinental Tag Team Championship.                            |  |
| 34 | 2010 | Jack Brisco                   | Lutador          | Ganhou o NWA World Heavyweight Championship (2 vezes) e NWA Mid-Atlantic World Tag Team Championship (3 vezes).     |  |
| 35 | 2010 | Nick Gulas                    | Promotor         | Promotor do território NWA Mid-American no Tennessee.                                                               |  |
| 36 | 2010 | The Original Sheik            | Lutador          | Ganhou mais de 10 títulos na NWA.                                                                                   |  |
| 37 | 2010 | Gene Anderson                 | Lutador          | Ganhou o NWA Mid-Atlantic World Tag Team Championship (8 vezes), NWA World Tag Team Championship (Georgia version). |  |
| 38 | 2010 | Lars Anderson                 | Lutador          | Ganhou mais de 20 títulos da NWA.                                                                                   |  |
| 39 | 2010 | Ole Anderson                  | Lutador          | Ganhou o NWA Mid-Atlantic World Tag Team Championship (9 vezes), NWA National Tag Team Championship (2 vezes)       |  |

### Classe de 2011
| #  | Ano  | Nome de ringue (Nome real)[a]        | Introduzido como | Notas[b][c] |
| -- | ---- | ------------------------------------ | ---------------- | --- |
| 40 | 2011 | Pat O'Connor                         | Lutador          | Introdução póstuma; ganhou o NWA World Heavyweight Championship (1 vez) |
| 41 | 2011 | Dusty Rhodes (Virgil Runnels)        | Lutador          | Ganhou o NWA World Heavyweight Championship (3 vezes), NWA Florida Heavyweight Championship (12 vezes), NWA Southern Heavyweight Championship (Florida version) (10 vezes)                   |
| 42 | 2011 | Angelo Savoldi                       | Lutador          | Ganhou o NWA World Junior Heavyweight Championship (5 vezes) |
| 43 | 2011 | Rikidōzan (Mitsuhiro Momota)         | Lutador          | Posthumous inductee, Ganhou mais de 10 título na NWA. |
| 44 | 2011 | Sue Green                            | Lutadora         | [ 31 ] |
| 45 | 2011 | Freddie Blassie (Frederick Blassman) | Lutador          | Introdução póstuma, ganhou o NWA World Tag Team Championship (Georgia version), NWA World Tag Team Championship (Florida version).                                                           |
| 46 | 2011 | Wahoo McDaniel (Edward McDaniel)     | Lutador          | Introdução póstuma, ganhou o NWA Mid-Atlantic World Tag Team Championship (4 vezez), NWA Florida World Tag Team Championship (2 vees)                                                        |
| 47 | 2011 | Johnny Valentine (John Wisniski)     | Lutador          | Introdução póstuma, ganhou mais de 30 títulos na NWA. |
| 48 | 2011 | Aileen Eaton                         | Promotora        | Introdução póstuma |
| 49 | 2011 | Gene LeBell                          | Promotor         | Promotor da NWA Hollywood entre 1968-1982. Ganhou o NWA Americas Tag Team Championship, NWA Hawaii Heavyweight Championship, NWA North American Heavyweight Championship (Amarillo version). |
| 50 | 2011 | Mike Lebell                          | Promotor         | Promotor da NWA Hollywood entre 1968-1982. |
| 51 | 2011 | Bill Apter                           | Contribuinte     | Editor da Pro Wrestling Illustrated |

### Classe de 2012
| #  | Ano  | Nome de ringue (Nome real)[a]            | Introduzido como          | Notas[b][c] |
| -- | ---- | ---------------------------------------- | ------------------------- | --- |
| 52 | 2012 | Paul Boesch                              | Promotor                  | Introdução póstuma. Promotor da NWA em Houston. |
| 53 | 2012 | John Tolos                               | Lutador                   | Introdução póstuma, ganhou mais de 30 título na NWA. |
| 54 | 2012 | Ricky Steamboat (Richard Blood)          | Lutador                   | Ganhou o NWA World Heavyweight Championship, NWA World Tag Team Championship (Mid-Atlantic Version), NWA World Television Championship (2 vezes), NWA United States Heavyweight Championship (Mid-Atlantic/Georgia/WCW Version) (3 vezes). |
| 55 | 2012 | Mr. Wrestling II (John Walker)           | Lutador                   | Ganhou o NWA World Tag Team Championship (Mid-America version), NWA World Tag Team Championship (Mid-Atlantic Version). |
| 56 | 2012 | The Fabulous Moolah (Mary Ellison)       | Lutadora                  | Introdução póstuma: Ganhou o NWA World Women's Championship (5 vezes) e o NWA Women's World Tag Team Championship (2 vezes). |
| 57 | 2012 | Judy Grable (Nellya Baughman)            | Lutadora                  | Introdução póstuma |
| 58 | 2012 | Misty Blue Simmes (Diane Syms)           | Lutadora                  | |
| 59 | 2012 | Road Warrior Animal (Joseph Laurinaitis) | Lutador                   | Ganhou o NWA World Tag Team Championship (Mid-Atlantic Version), NWA World Six-Man Tag Team Championship (Mid-Atlantic). |
| 60 | 2012 | Road Warrior Hawk (Michael Hegstrand)    | Lutador                   | Introdução póstuma, ganhou o NWA World Tag Team Championship (Mid-Atlantic Version), NWA World Six-Man Tag Team Championship (Mid-Atlantic).                                                                                               |
| 61 | 2012 | Little Beaver (Lionel Giroux)            | Lutador                   | Introdução póstuma |
| 62 | 2012 | Theodore Long                            | Árbitro                   | |
| 63 | 2012 | Sputnik Monroe                           | Prêmio Humanitário da NWA | Ganhou o NWA World Junior Heavyweight Championship, NWA World Tag Team Championship (Mid-America version). |